# Notas sobre el teatro
Notas sobre el teatro, es una obra de Jacob Michael Reinhold Lenz que escribió a lo largo de varios periodos y fue publicada por primera vez en 1774, junto con una traducción de la comedia de Shakespeare Trabajos de amor perdidos, bajo el Título de Amor vincit omnia. Las Notas sobre el teatro pertenecen a la época del Sturm und Drang . Junto al discurso de Goethe pronunciado el Día de Shakespeare (1771) y el ensayo de Herder sobre el mismo poeta (1773), las Notas constituyen uno de los documentos más importantes del culto a Shakespeare, propio del Sturm und Drang. Lenz presentó sus Notas sobre el Teatro ante la Sociedad de Filosofía y Literatura de Estrasburgo, de la cual fue miembro durante su estadía en esa ciudad.

## Contenido
La obra de Lenz comienza con una crítica al teatro europeo. Con este fin lo divide en varios departamentos. Describe extensivamente la forma del teatro latino-romano, italiano, francés e inglés. Su descripción del teatro griego es muy reducida, únicamente dice que las “obras maestras del teatro griego” son representadas “por grandes maestros de la acción”. En el segundo departamento coloca a las tragedias de Ovidio y Séneca, y a las comedias de Plauto y Terencio. Básicamente, supone que las obras, en ese tiempo, eran cantadas y no recitadas por los actores. El origen del teatro le parece ya no ser una “oda al padre Baco” cantada por un grupo de personas. Otro departamento es el italiano, al que naturalmente relaciona con la historia de Orfeo. Luego se ocupa del arte histriónico francés, al que critica con mayor profundidad, pues para él en estas piezas Amor es un autócrata que "todo lo respira, suspira, lo hace sangrar y, a excepción de los despabiladores, ningún actor ha estado en el escenario sin enamorarse tras bambalinas". El quinto departamento es el Teatro isabelino. Según Lenz, éste constituye la antítesis del anterior porque observa que los ingleses nunca se considerarían demasiado buenos para presentarle al público la naturaleza completamente desnuda. Es evidente que Lenz no estaba de acuerdo con las formas prescriptivas europeas y estaba en la búsqueda de una nueva forma teatral. 
Luego analiza la poesía y define la esencia de la poesía como imitación. En su argumentación cita a Aristóteles y su Poética. En esta obra se menciona que el hombre, desde niño, es capaz de imitar y plantea la tesis de que el hombre es un animal que tiene el don de la imitación. A pesar de la crítica que Lenz hace de Aristóteles, también expresa que también abriga una gran admiración por el filósofo griego. Para Lenz es importante que la poesía imite a la naturaleza. Luego analiza el sexto capítulo de la Poética. Aristóteles define los conceptos "costumbre" y "manera de pensar" como entidades separadas. La "costumbre" es para él el modo en que una persona actúa y "manera de pensar" es el temperamento y la expresión al hablar. Lenz quiso conjuntar estos dos conceptos en uno solo y para ello forma el nuevo concepto de "carácter", pues para determinadas tramas el carácter de cada persona es un factor crítico. Aristóteles afirma además que la finalidad de la trama de una obra dramática es la acción y "no una calidad" Son las acciones las que conducen a la felicidad o a la desgracia y las costumbres de los actores son determinadas por cierta calidad. En consecuencia, los actores "no deben actuar para representar sus costumbres, sino introducirlas para contribuir con la acción" Lenz critica la concepción aristoteliana del teatro y está seguro de que ya no se puede construir sobre esta tesis, aunque claro que es posible que, en su tiempo, Aristóteles tuviera razón en su argumentación. Además es importante señalar que Lenz pretendía que las tres unidades aristotélicas fueran suprimidas, pues, según su opinión, resultaban superfluas. Lenz describe detalladamente las tres unidades dramáticas: acción, tiempo y lugar. Luego propone anular la unidad de acción, porque una obra de teatro debe permitirse mostrar más de una acción, “igual que los truenos se escuchan uno tras otro”. Lenz señala que la unidad de lugar también puede romperse y que puede haber varios cambios de lugar. Lenz también se opone a la unidad de tiempo, según Aristóteles “un giro del sol”. Cada nación tiene una forma de hacer teatro que corresponde con la forma dada por un escritor determinado, de esta manera, Inglaterra tiene su modelo en Shakespeare, Italia al poeta Dante y Alemania tiene a Klopstock. El teatro francés sigue las reglas planteadas por Aristóteles, por eso los franceses no muestran ningún carácter en el escenario. Según Lenz, los franceses fracasarían con esta manera de hacer teatro. Los personajes de Voltaire son, sobre todo, “puros espíritus libres y tolerantes” y “todo el mundo” había adoptado su “tono de deseo”, sin exceptuar a Rousseau en su Eloísa. En estas obras, según Lenz, siempre se “notaban las pelucas”  y él ya no quería que eso sucediera, pues el espectador debe encontrarse en ese mundo. Para reforzar esta tesis compara la obra del autor francés Voltaire La mort de César con The Tragedy of Julius Caesar de Shakespeare. Ambos autores tratan en sus obras el tema de la muerte des estadista romano Julio César. Lenz critica visiblemente la obra de Voltaire porque el personaje de César, en su opinión, predica demasiado: “y el sermón se extiende por dos páginas” Por el contrario, admira a Shakespeare por su Bruto, pues acerca en detalle las emociones de éste al lector. 
Luego retoma la polémica sobre Aristóteles. Critica que le haya dado tan pocos atributos a sus personajes, aunque después relativiza esta declaración cuando dice que la época de Aristóteles estaba tan marcada por la religión, que por esta razón no se podía ornamentar demasiado a los personajes. La emoción principal no debería ser la “admiración por el héroe”, sino el “miedo ciego y servil a los dioses”. A los ojos de Lenz, Shakespeare crea este miedo y por ese motivo denomina a las obras de Shakespeare como “piezas de carácter”. Por último, Lenz contrasta las formas de la comedia y la tragedia. En la tragedia “la acción está hecha para los personajes" y en la comedia los personajes deberían salirse de la acción para poder tomar parte en ella, tal como desea el autor. 

## Recepción de la obra de Shakespeare
En la década de 1770 a 1780 se desarrolló en Alemania una especie de culto a Shakespeare y éste se convirtió en un modelo literario. También Lenz, como autor alemán, había ahondado en el teatro shakespeariano y había hecho análisis literarios de sus obras. El nombre de Shakespeare aparece incluso en la sátira dramática Pandemonium germanicum (1775) y en el monólogo Shakespeares Geist (1776). Las Notas sobre el teatro son la primera (y provocadora) contribución de Lenz a la discusión sobre Shakespeare en Alemania. Luego de la publicación de esta obra se generó un “eco vivaz" en la prensa. En las revistas literarias, sobre todo, se llevaban a cabo diálogos sobre este trabajo. Este escrito es considerado como el más importante manifiesto del nuevo grupo formado en torno a Goethe y Herder, y sentó las bases para una nueva forma de hacer teatro.

## Estilo
Las Notas tienen un estilo tan mezclado como intelectual. Junto a largos pasajes de estilo racional argumental, hay otros redactados intercalando preguntas, frases inacabadas o interjecciones. Sin embargo, éste era el nuevo estilo del Sturm un Drang, el cual debía ser una provocación para la sociedad. Lenz expone sus tesis de forma asociativa en esta obra.

## Ediciones
- Jacob Michael Reinhold Lenz: Anmerkungen übers Theater. Nebst angehangten übersetzten Stück Shakespears. Leipzig: Weygandsche Buchhandlung, 1774.
- Jacob Michael Reinhold Lenz: Anmerkungen übers Theater. Shakespeare-Arbeiten und Shakespeare-Übersetzungen, hg. von Hans-Günther Schwarz, Stuttgart: Philipp Reclam jun. 1995, ISBN 3-15-009815-7.